# 圣水寺 (葫芦岛)
圣水寺位于中国辽宁省葫芦岛市连山区杨家杖子真莲花山南麓，是集儒释道三教于一体的古建筑群，2006年被列为第六批全国重点文物保护单位。
圣水寺建于清康熙五十九年（1720年），坐北朝南，占地1万余平方米，建筑面积3356平方米。中轴线有天元宫（山门）、碧云宫、钟鼓楼、明心楼、正殿，东院有山门、无梁殿、寝室，西院有山门、九间殿、三霄殿、万仙聚会殿等建筑。